# Американо-катарские отношения
Американо-катарские отношения — двусторонние дипломатические отношения между США и Катаром.

## История
В 1972 году США установили дипломатические отношения с Катаром после провозглашения им независимости от Великобритании. Двусторонние отношения между этими странами традиционно сильны, Соединенные Штаты и Катар выступают в тесной координации по широкому спектру региональных и глобальных проблем. В качестве партнера США, Катар играет влиятельную роль в регионе в настоящий период. Вместе страны декларируют поддержку прогресса, стабильности и процветания в регионе. Соединенные Штаты и Катар также сотрудничают по вопросам безопасности в регионе Персидского залива. В Катаре располагается CENTCOM Forward Headquarters, а также эта страна принимает участие в военных действиях на стороне США и НАТО в этом регионе. Каждый год в Соединенные Штаты прибывают сотни студентов из Катара, а также шесть крупных университетов США имеют филиалы в этой стране.

## Торговля
У Соединенных Штатов и Катара имеются обширные экономические связи. США является крупнейшим иностранным инвестором Катара и крупнейшим источником импорта этой страны. Более чем 120 американских компаний присутствуют в Катаре. Например, США являются одним из основных поставщиков оборудования для нефтяной и газовой промышленности Катара, а также компании США сыграли значительную роль в развитии нефтегазового сектора и нефтехимической промышленности. Экспорт США в Катар: самолеты, машины, транспортные средства, оптические и медицинские инструменты, а также сельскохозяйственная продукция. Импорт США из Катара: сжиженный природный газ, алюминий, удобрения и сера.

## Катарское влияние на высшее образование в США
Катар широко финансирует американские высшие учебные заведения, оказывая на них существенное влияние. Это финансирование служит инструментом мягкой силы, продвигая интересы Катара в США, включая укрепление пропалестинских позиций в академической среде и поддержку антиизраильских кампаний. Крупные пожертвования, направляемые через такие структуры, как Qatar Foundation, создают условия, при которых на американские университеты оказывается давление, способствующее продвижению ими катарских интересов. Это, по оценкам исследователей, ограничивает академическую независимость и свободу слова. Аналитики указывают, что это влияние распространяется на учебные программы и студенческую жизнь, способствуя распространению антизападной и антиизраильской риторики.